# Curacaví
Curacaví ist eine Kleinstadt in der Región Metropolitana in der Provinz Melipilla in Chile. Sie hat 24.298 Einwohner, von denen fast ⅔ im Stadtbereich und etwa ⅓ in der ländlichen Umgebung wohnen (Stand: 2002).

## Geographie und Klima
Curacaví liegt etwa 60 km westlich von Santiago im Tal des Flusses Puangue, eingebettet zwischen den schroff ansteigenden Bergen der Küstenkordillere, die in dieser Zone den höher gelegenen Talkessel der Hauptstadt Santiago von der Küstenregion der Hafenstadt Valparaíso trennt. Durch den Ort führt die Ruta 68, eine der beiden Autobahnen, die Santiago mit der Pazifikküste verbinden. Die Berge und der Fluss sind die dominierenden Landschaftselemente. So ist denn – abgesehen von der Straße, die dem Fluss nach Melipilla folgt – Curacaví nur über Passstraßen oder, bequemer, durch die Tunnels der Autobahn zu erreichen.
Curacaví hat ein mildes mediterranes Klima mit einer längeren Trockenzeit und einem regnerischen Winter. Aus biogeographischer Sicht befindet sich die Gemeinde in der Ökoregion der Hartlaubgewächse. Insbesondere an den Berghängen zwischen deren Fuß bis zur halben Höhe, zwischen 300 m und 800 m, findet man verstreut Quillaja, Litre-Bäume (Sumachgewächse) und Boldo. Ein wichtiger Faktor im Zusammenhang mit der Ökoregion besteht im Vorkommen zahlreicher Nagetiere wie Kurzschwanz-Chinchilla, Wanderratte, Cururo (Trugratten), Zwergreisratten, sowie Hasen und Kaninchen.
Die Gemeindefläche beträgt ca. 693 km².

## Geschichte

### Frühe Siedlungen
Es wird vermutet, dass schon in der Prä-Keramik-Zeit der chilenischen Zentralregion, also etwa vor 1500 v. Chr., auch das Puanguetal besiedelt war. Denn aus dieser Epoche sollen die Piedras Tacitas stammen, die sich in großer Zahl in Mittelchile und dem angrenzenden Argentinien befinden und von denen ein beachtliches Exemplar in Curacaví zu besichtigen ist. Es handelt sich um einen sehr großen Stein, der vermutlich als Gemeinschaftsmörser diente und entsprechende Aushöhlungen aufweist, die zur Herstellung pflanzlicher Farbstoffe zum Färben von Wolle oder Bemalen von Keramik benutzt worden sein sollen.
Mit Sicherheit war das Puanguetal im Bereich von Curacaví um 1000 n. Chr. besiedelt. So wurde 1975 in der Nachbargemeinde María Pinto ein Gräberfeld entdeckt und teilweise ausgegraben. Neben den Knochen von zahlreichen Personen wurden auch Keramik und Steinartefakte als Grabbeigaben gefunden. Durch 14C-Datierung konnte das Todesjahr eines Verstorbenen auf 990± 80 n. Chr. bestimmt werden. Keramikfunde im Gemeindegebiet, so in der Hacienda Curacaví und im Fundo Lolenco, belegen die Existenz weiterer Siedlungen. An einiger Keramik ließ sich auch der Einfluss durch die Inka erkennen, welche ab Mitte des 15. Jahrhunderts die chilenische Zentralregion in ihr Herrschaftsgebiet eingliederten.

### Die Spanier kommen
Die zweite spanische Invasion (Conquista) im Gebiet des heutigen Chile, geführt von Pedro de Valdivia, erreichte ab 1540 die Zentralregion. Damals lebten mehrere Gruppen von Ureinwohnern verstreut über das ganze Tal des Puangue. Das Wissen über diese Menschen stammt ausschließlich aus Aufzeichnungen der kolonialen Verwaltung und zeitgenössischen Berichten. Die Spanier bezeichneten die Ureinwohner im Tal des Puangue allgemein als Picones, aber unterschieden die einzelnen Gruppen durch den Namen ihrer Clanchefs, die als Kazike tituliert wurden. Diese besaßen Felder in abgegrenzten Flächen, die aber nicht innerhalb einer Gemarkung, sondern in einiger Entfernung voneinander verstreut lagen. Die Grundstücke wurden wohl gelegentlich auch untereinander gehandelt.
Eine Siedlung lag im heutigen Stadtgebiet, am Ufer des Puangue in der Nähe des vormals so genannten Cerro de las Brujas (Hexenberg), einem kleinen isolierten Hügel, der sich am östlichen Ortseingang befindet, zwischen der Autobahn und dem heutigen Friedhof. Von den Spaniern wurde die Siedlung Tambo Viejo de Puangue genannt, was so viel bedeutet wie: alte inkaische Rast- und Lagerstätte am Puangue. Daher wird vermutet, dass schon zu Zeiten der unmittelbar vorangegangenen Inkaherrschaft ein wichtiger Weg durch Curacaví führte.
Es ist bekannt, dass Mais und Melonen angebaut wurden und ein Bewässerungssystem angelegt war. Die örtliche indigene Bevölkerung besaß zusätzlich Felder in einem Gebiet genannt Pico, etwa 40 Kilometer südlich in der Nähe des heutigen Melipilla am Fluss Maipo, auf die sie sich in trockenen Jahren zurückzogen.

### Das Land wird verteilt
Gut dokumentiert ist die koloniale Inbesitznahme des Landes. So ist auch verständlich, dass sich ein wesentlicher Teil der Geschichtsschreibung damit beschäftigt, welche Personen Rechte an Grundstücken erhielten oder erwarben.
Mit dem ältesten bekannten Dokument, ausgestellt am 4. Oktober 1550, übergab Pedro de Valdivia die drei Kaziken Antequiles, Chamuvo und Catalangua mitsamt der zugehörigen indigenen Bevölkerung im Tal Poagui (heute Puangue) als Encomienda („Encomienda de Indios“) an Juan Bautista de Pastene. Obwohl er damit nur das Recht erhalten hatte, über die Bevölkerung zu verfügen, eignete er sich auch das Land an, das den Einwohnern gehörte und von ihnen bewirtschaftet wurde. Das Prinzip der Kolonisierung war, die indigene Bevölkerung aus den gut erschlossenen und leicht zu nutzenden Zonen zu verdrängen. Diejenigen, die nicht in der Landwirtschaft eingesetzt wurden, siedelte man, bis etwa 1580 in der Nähe von Minen an, wo sie als Arbeitskräfte gebraucht wurden. Juan Bautista de Pastene ließ Hanf und Flachs anbauen, mit denen Decken und Seile produziert wurden. Im Jahr 1582, nach seinem Tod, das genaue Datum ist unbekannt, erbte der Sohn Tomás de Pastene Seixas die Encomienda Puangue in zweiter Generation.
Am 13. Februar 1583 erhielt er vom Gouverneur Martín Ruiz de Gamboa. die „Merced de Tierras“ über 105 Cuadras (eine Cuadra hat etwa 7000 m²) in der Ansiedlung Puangue und 105 Cuadras in der Ansiedlung Curacaví „Merced“ bedeutet in dieser Epoche, dass das Land persönliches Eigentum des Rechteinhabers wurde. Während der Vater rechtlich gesehen das Land nur für den spanischen König verwaltete, war der Sohn also nach heutigen Rechtsvorstellungen der erste Eigentümer. Daraufhin vertrieb dieser die indigene Bevölkerung endgültig von ihrem Land und siedelte sie in Pomaire in der Nähe von Melipilla an, und zwar mit Genehmigung des Gouverneurs und entgegen anders lautenden Anweisungen des Vizekönigs Francisco de Toledo zum Schutz der Indios.
Am 22. März 1590 verkaufte Tomás de Pastene die Estancia Curacaví an Capitán Luis Monte de Sotomayor, der sie nach seinem Tod einem seiner acht Söhne hinterließ.
Im Jahre 1602 wurde Ginés de Lillo vom Cabildo von Santiago mit einem Vermessungsprojekt beauftragt, einer Art Inventur, in der Landbesitzer ihre Titel für eine Überprüfung vorlegen mussten und bei der das Land zumindest grob vermessen wurde. Am 25. Mai 1604 wurde die Estancia Puangue vermessen, die sich zu diesem Zeitpunkt im Eigentum eines Erben des Schwiegervaters von Luis Monte de Sotomayor befand.
1621 war Juan de la Guardia Eigentümer der beiden „Merced“ von Curacaví mit je 105 Cuadras und weiteren Ländereien in Cuyuncaví. (Nördlich des heutigen Stadtzentrums) und nach Norden entlang des Puangue. Das umfasste vollständig das Gebiet der heutigen Stadt und noch deutlich mehr. Aufgrund der wirtschaftlichen Bedeutung der Zentralregion Chiles waren die Landzuweisungen bis 1621 für das ganze Tal des Puangue abgeschlossen.

### Eine Gemeinde etabliert sich

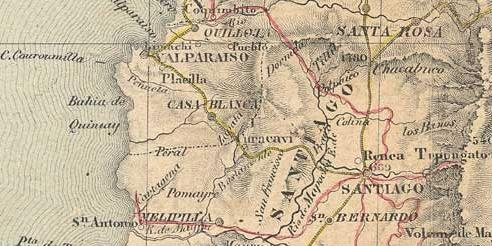
Curacaví zwischen Santiago und Valparaíso um 1854

Wurde üblicherweise eine koloniale Siedlung gegründet, indem man deren Straßenzüge im Gelände in einem quadratischen Muster trassierte und eine Landkarte für den König anfertigte, so geschah nichts dergleichen in Curacaví. Die Encomienda von 1550 an Juan Bautista de Pastene wird deshalb gerne als Gründungsaktersatz gesehen. 1583 wurden erstmals Flächennutzungen festgelegt, mit denen unterschieden wurde, wo bewirtschaftet werden durfte und wo Unterkünfte gebaut werden durften. Später konzentrierten sich die Häuser dann entlang der Durchgangsstraße. Erst 1891 erhielt der Ort eine eigene Gemeindeverwaltung, hatte aber zu diesem Zeitpunkt noch keine Plaza de Armas.

## Wirtschaft
Curacaví wird vor allem durch Gastronomie, Landwirtschaft, Handwerk und Handel geprägt. Es gibt keine Industrie. Viele Einwohner pendeln zum Arbeiten ins benachbarte Santiago.

### Gastronomie
Die zentrale Lage zwischen der Hauptstadt Santiago de Chile und der Hafenstadt Valparaíso prägte Curacaví seit der Kolonisation als Raststätte für Reisende. Der Weg zwischen diesen Städten ist eine wichtige Transitstrecke, die heute die Bezeichnung „Ruta 68“ trägt. Er war seit Ende des 18. Jahrhunderts mit Fuhrwerken befahrbar und ist seit etwa dem Jahre 1992, als Autobahn ausgebaut. Daher gibt es in Curacaví traditionell viele Restaurants entlang der Strecke.

### Landwirtschaft
In der Umgebung von Curacaví finden sich Betriebe, die Agrikultur (Äpfel, Orangen, Mais, Kopfsalat, Avocado, Nelken als Schnittblumen, Kaktusfeigen, Mandeln), Viehzucht (Rinder, Hühner) und Milchwirtschaft (Milch, Käse, Manjar) betreiben. Insbesondere das Obst ist eine wichtige Exportware, die auch nach Deutschland geliefert wird.
Curacaví ist allgemein bekannt für seinen Federweißer („Chicha de Curacaví“), dem ein Cueca-Lied gewidmet wurde, das in Chile sehr populär ist. Heute gibt es allerdings keinen einzigen Weinbaubetrieb mehr, aber einige kleine Hinterhofweingärten versorgen jeden, der vorbeikommt mit Chicha bis zum abwinken.

### Handwerk
In zahlreichen Konditoreien wird ein weiteres wichtiges Produkt, die sogenannten „Dulces de Curacaví“ hergestellt. Das ist süßes Gebäck in verschiedenen Formen mit viel Karamellcreme (Manjar), Puderzucker und Baiser. Im Vertrieb des Süßgebäcks hat sich noch ein wenig die alte Tradition bewahrt, das Produkt direkt am Wegesrand an den Kunden zu bringen, das heißt heute: mitten auf der Autobahn, im relativ langsam fließenden Verkehr an der Mautstelle im benachbarten Casablanca.

## Sehenswürdigkeiten

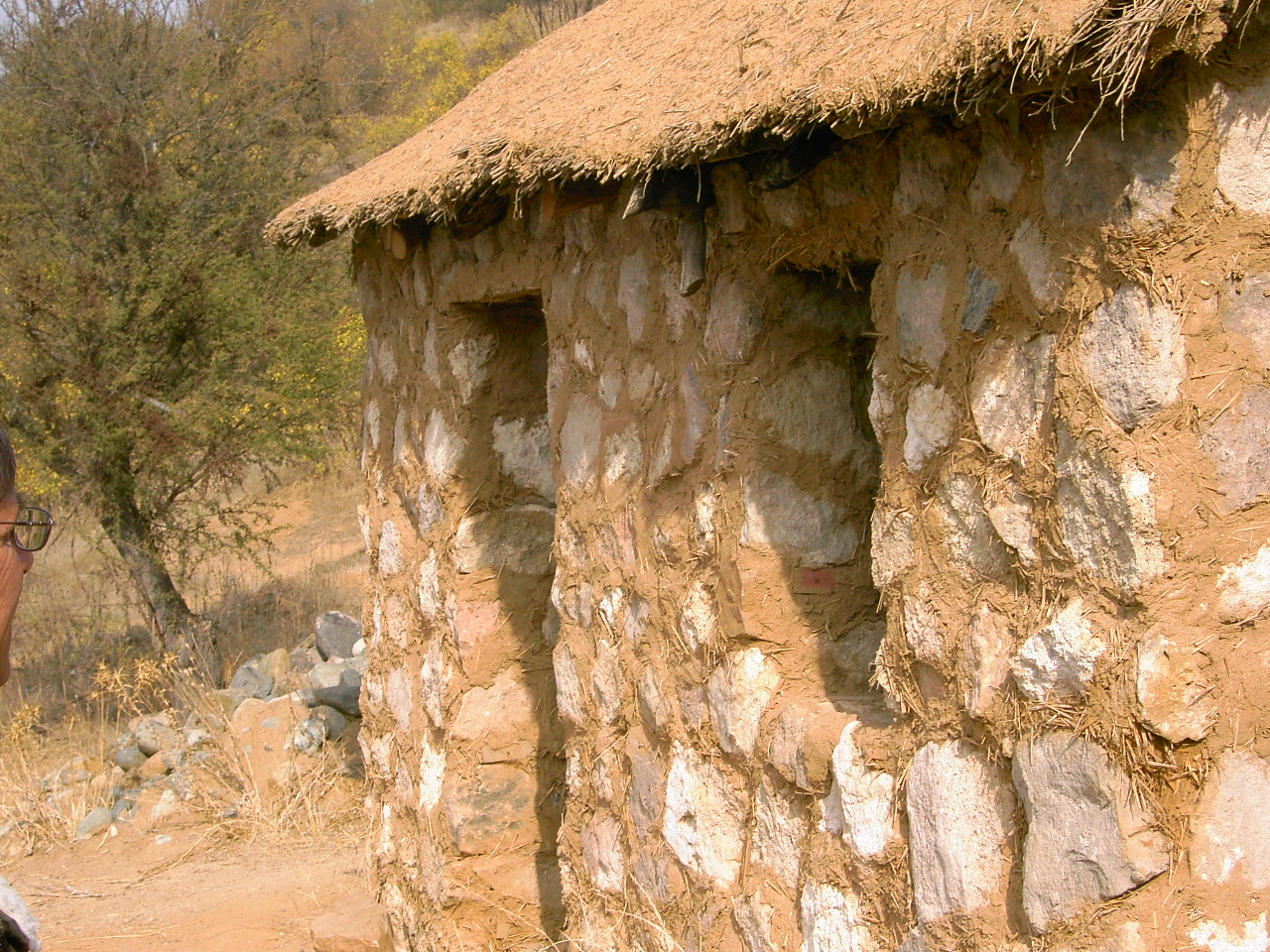
Haus im Museum

### Museum
Das Museo de la Vivienda Tradicional Rural Unifamiliar Chilena (Museum der traditionellen ländlichen Einfamilienbehausung) ist eine bemerkenswerte Einrichtung, mit einer einzigartigen Freiluftausstellung in der originalgetreue historische indigene Wohnhäuser aus verschiedenen Regionen Chiles gezeigt werden. Das Museum befindet sich etwas versteckt auf dem Gelände hinter dem Rathaus und ist während der allgemeinen Öffnungszeiten zugänglich. Adresse: Avenida Ambrosio O’Higgins Nr. 1305.

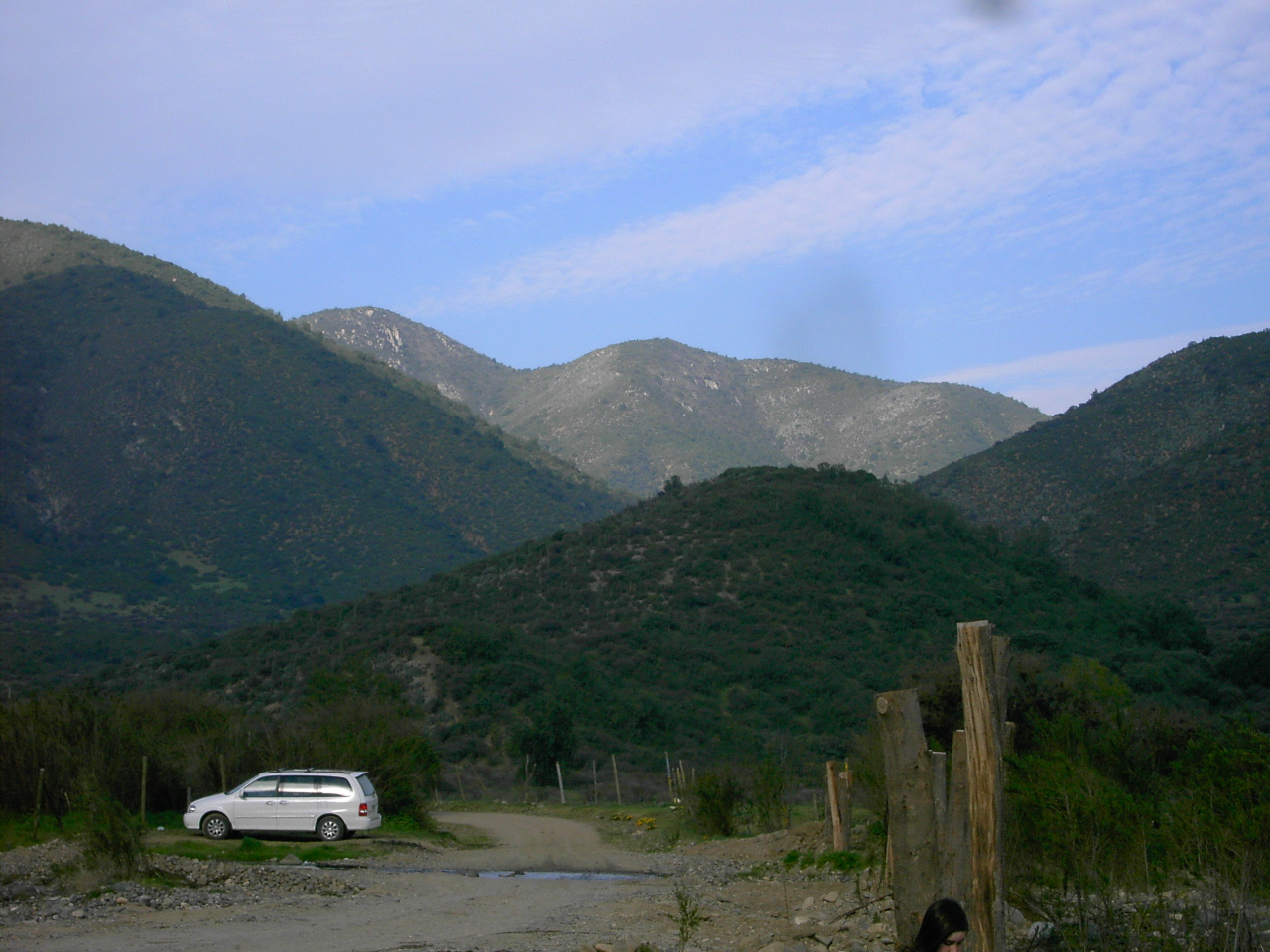
Puangue-Furt

### Estero Puangue

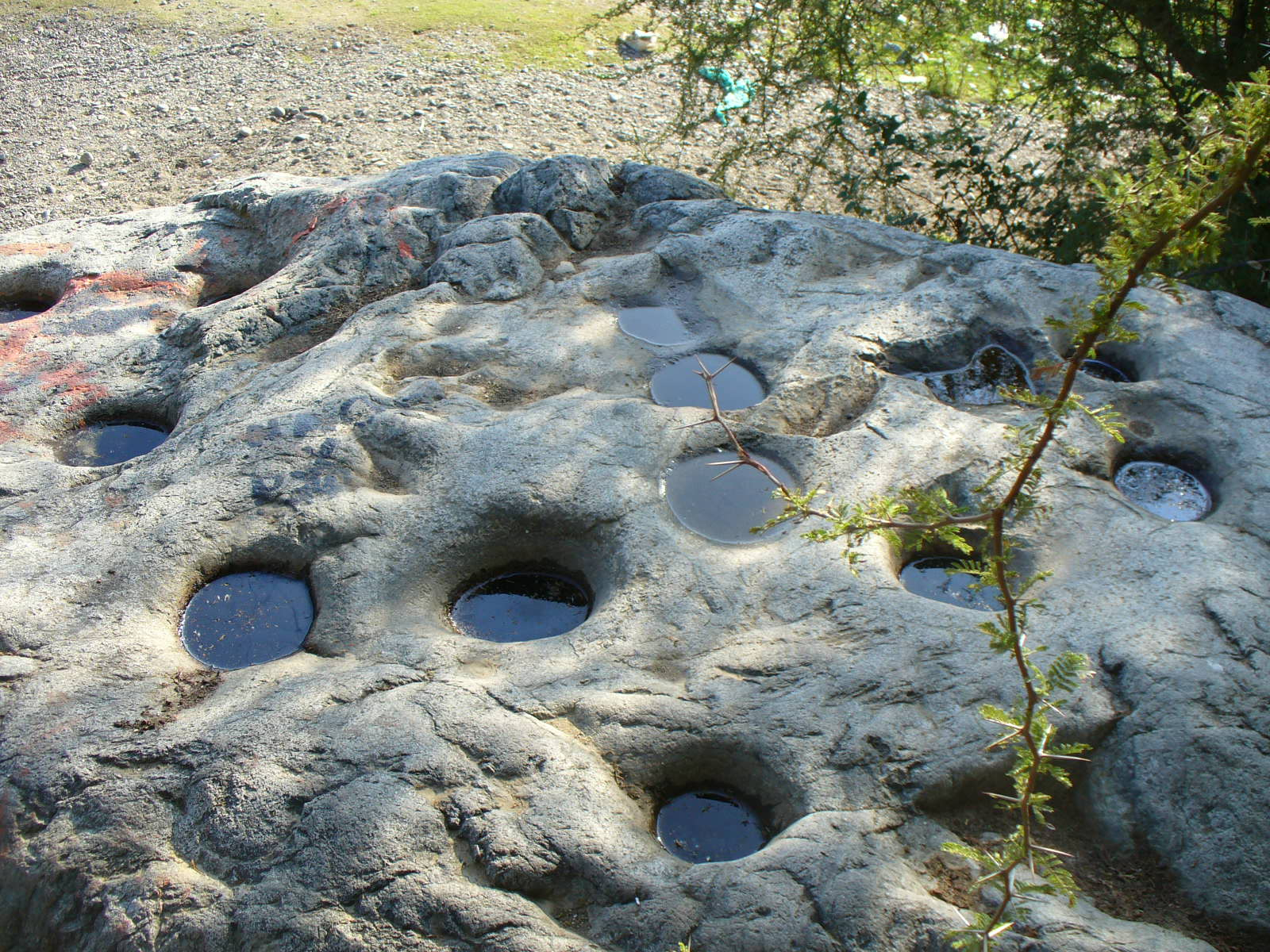
Tacita-Stein

Kurz vor dem westlichen Ortsausgang führt die Straße Isabel Riquelme zum Fluss Puangue. Auf einer Strecke von etwa 10 km ist sie asphaltiert (Stand 2007) und führt am Fluss entlang. Im Sommer führt der Fluss kaum Wasser, das dann zudem meist unterirdisch fließt. Mit einem geländegängigen Fahrzeug kann man auf der weiteren Strecke auch im Winter die Furten überqueren und bis nach Colliguay und von dort nach Quilpué gelangen. Die gesamte Zone bietet sich an für Picknickausflüge und an einigen Stellen auch zum Baden. Die Nordhänge der Berge sind übersät von baumgroßen Kakteen.

### Piedra Tacita
Etwa 2,5 Kilometer über die Straße Isabel Riquelme am Fluss Puangue entlang befindet sich am Ufer ein großer Stein, der oben eine horizontal ausgerichtete Fläche hat, die mit zahlreichen künstlichen, runden Vertiefungen versehen ist. Es ist ein Piedra Tacita, auf Deutsch einfach als Tacita-Stein bezeichnet, von dessen Art es in an den Flussufern der Zentralregion Chiles noch eine ganze Reihe weiterer Exemplare gibt. Über die Bearbeitung und den Zweck dieser ungewöhnlichen Steine kann bisher nur spekuliert werden. Es handelt sich vermutlich um Versammlungsorte aus vorkolumbischer Zeit. Ob sie einem Kult dienten, ob sie als Mörser benutzt wurden oder ob sich hier die frühen Einwohner von Curacaví bei einem Spiel und mit Chicha die Zeit vertrieben bleibt bis heute ein Geheimnis. Die letztgenannte Bestimmung ist zumindest für die Gegenwart belegt, denn der Tacita-Stein liegt am Rande des Estadio Municipal, eines städtischen Geländes auf dem sich die Media Luna für das alljährliche Rodeo befindet und wo am 18. und 19. September auf den Nationalfeiertag angestoßen wird.

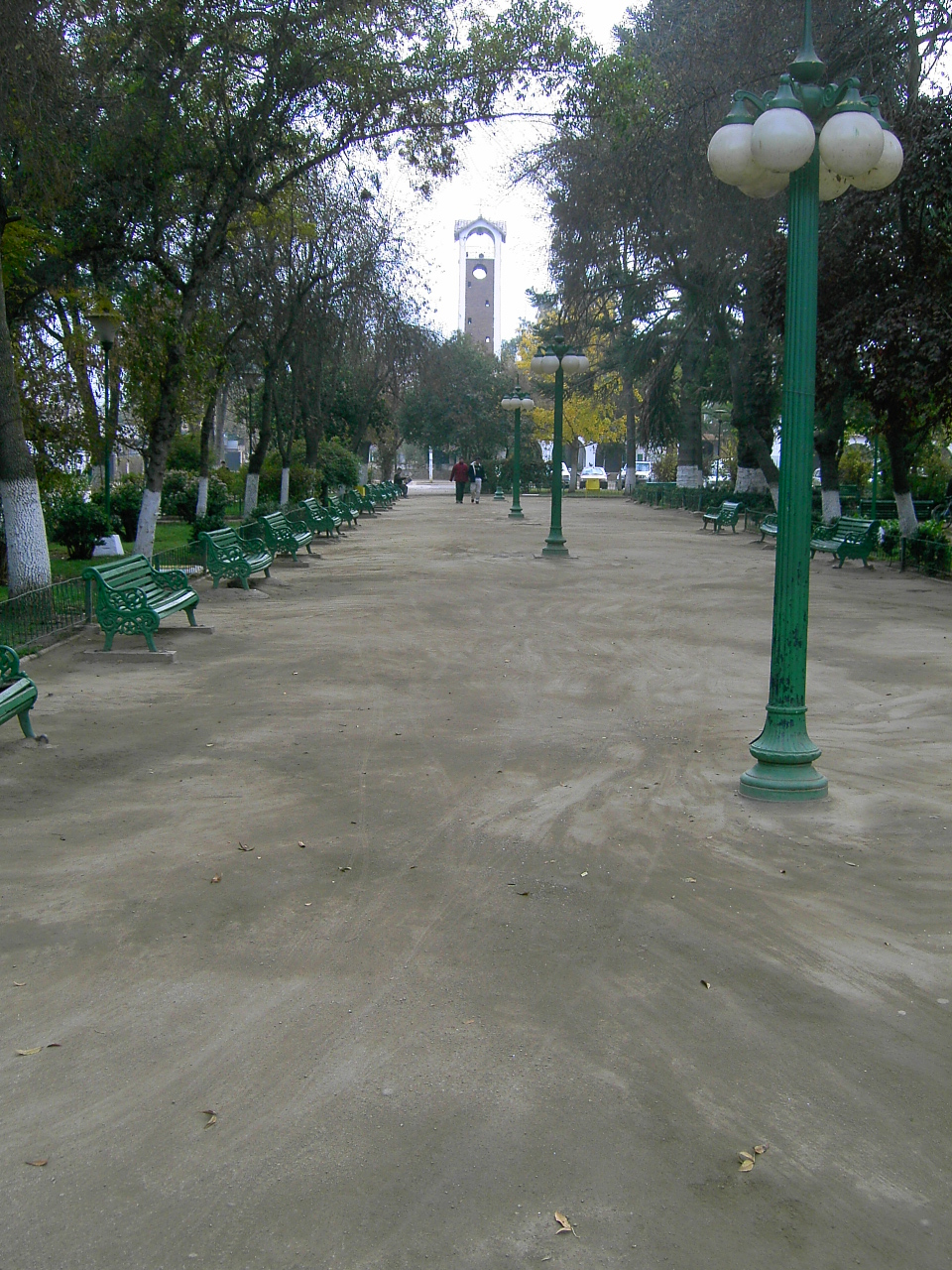
Plaza de Armas

### Plaza de Armas
Die Plaza de Armas, der zentrale Platz einer kolonialen Stadt, ist in Curacaví etwas untypisch nicht das Zentrum, um das herum die Stadt angelegt wurde. Die Plaza wurde erst in der Mitte des 20. Jahrhunderts an der Durchgangsstraße angelegt, relativ weit weg von den Gebäuden der Stadtverwaltung. Im Schatten hoher Bäume gibt es reichlich Sitzgelegenheiten, die zum Verweilen einladen und allerlei Stände, an denen Kunsthandwerk angeboten wird.

### Die Passstraßen
- - Cuesta Lo Prado: Dieser Pass wurde im 18. Jahrhundert, im Zuge des Ausbaus der Verbindung zwischen Santiago und Valparaíso als eine mit Fuhrwerken befahrbare Strecke angelegt. Hier kann man noch die ursprünglichen Strapazen und das Abenteuer einer Reise zwischen den beiden Städten nachempfinden. Ungefähr 30 km westlich von Santiago über die Autobahn nach Valparaíso (Ruta 68) kommend folgt man der Beschilderung. Der Aufstieg geht heute über eine neue, asphaltierte Fahrbahn mit Blick auf die Mautstelle der Autobahn, den Kupfertagebergbau „Mina Pudahuel“ und den Forschungskernreaktor in Lo Aguirre (Centro de Estudios Nucleares Lo Aguirre). Oben angekommen, erreicht man Curacaví und blickt über seine ländlichen Zonen Pataguilla und Cerrillos bis zur Nachbargemeinde María Pinto. Der Abstieg geht weiter über die noch unbefestigte, aber mit einem PKW befahrbare Straße durch Pataguilla bis zur Kreuzung Cruce Sta. Inés und von dort über den Ortsteil Cerrillos zurück zur Autobahn. (Im Juli 1829 reiste Charles Darwin in einer dreispännigen Kutsche über diese Cuesta nach Santiago.[22])
  - Cuesta Vieja: Die Strecke ist heute praktisch verschwunden. Es handelt sich um den ersten in der Kolonialzeit benutzten Weg, der heute nur noch zu erahnen ist. Wenn man den Aufstieg zur Cuesta Lo Prado geschafft hat und in etwa nach Nordwesten blickt, sieht man die Zone, durch die der Weg vom Pass nach Curacaví führte und zu Fuß oder zu Pferde zu bewältigen war.
  - Cuesta Barriga
  - Cuesta Zapata

Wer kein Auto benutzen möchte, erreicht Curacaví je nach Tageszeit im 10- bis 20-Minuten-Takt aus Santiago kommend mit Bussen ab dem Terminal San Borja an der Estación Central oder ab dem Terminal Pajaritos an der gleichnamigen Metrostation. Aus Melipilla kommend etwa dreimal täglich mit einem Bus, der bis nach Casablanca und Valparaíso fährt. Von der Küste her kommend empfiehlt es sich, die schnellen Busse nach Santiago zu nehmen und auf der Autobahn auszusteigen.

## Persönlichkeiten
- Juan Williams Rebolledo (1825–1910), Marinekommandeur
- Enrique Madrid Osorio (1886–1945), Abgeordneter Partido Liberal[23]
- Rosamel del Valle (1900–1965), Dichter
- Roberto Gutiérrez (* 1983), Fußballspieler
- Óscar Salinas (* 1988), Fußballspieler